# پان‌ام‌ست
پان‌ام‌ست (انگلیسی: PanAmSat) شرکت مخابرات ماهواره‌ای آمریکایی است، که در سال ۱۹۸۴ تأسیس شد.